# 福岡市立西陵中学校
福岡市立西陵中学校（ふくおかしりつ せいりょうちゅうがっこう）は、福岡県福岡市西区生の松原3丁目にある公立中学校。

## 沿革
- 1978年 - 福岡市立壱岐中学校から分離
- 1980年 - 福岡市立内浜中学校を分離
- 2009年 - 太宰府市の「カンボジアに井戸を掘る会」に井戸「西陵の泉」掘削のための募金活動を行う。

## 校区
- 福岡市立西陵小学校
- 福岡市立城原小学校

## 交通
- 筑肥線下山門駅より徒歩約30分。

## 著名な出身者
- 小宮正江（パラリンピック・ゴールボール選手） - 2004年アテネパラリンピック銅メダリスト、2012年ロンドンパラリンピック金メダリスト